# Sick Porky
Sick Porky es una banda argentina de rock formada por Carlos Villafañe (voz), Jeremias Stutz (guitarra), Mariano Martínez (guitarra), Leandro Mousseaud (guitarra), Leandro Spátola (bajo) y Manuel Sibona (batería).

## Historia
Sick Porky se formó en el año 1997 en la ciudad de Buenos Aires. En el año 2001 editaron su primer EP, que fue producido por Gabriel Ruíz Díaz y Macabre de la banda Catupecu Machu. Dos años después lanzaron su segundo EP, esta vez producido por Agustín Rocino de Catupecu Machu. Estos dos EP fueron difundidos en medios argentinos, como la radio Rock & Pop, y en estaciones radiales internacionales.
En 2004 participan de dos compilados de alcance internacional, "Listen without distraction", tributo argentino a Kyuss, y "Loco Gringos Have a Party: Southamerican stoner rock" junto a Los Natas, Buffalo (Argentina), Yajaira (Chile) y Reino Ermitaño (Perú), entre otras. Luego de esto el Tata abandona la banda, dejando a Jeremías Stutz como único guitarrista.
En 2006 graban su primer LP que lleva el nombre de Ancestral y cuenta con 11 canciones que forman parte del material compuesto durante sus primeros años. Este disco fue editado por Zonda Records y la producción fue realizada por Rocino, al igual que el segundo EP. El álbum fue, en general, bien recibido por los sitios internacionales especializados en música stoner, como StonerRock.com y HellrideMusic.com, donde se lo comparó con los primeros discos de Los Natas o con Welcome to Sky Valley de Kyuss.
Su segundo álbum sale a la venta en 2009 con el nombre de Origen de fuego. Para este disco se reincorpora Mariano “Tata” Martínez y cuenta con la producción de Agustín Rocino. Fue grabado por Álvaro Villagra en el estudio “Del Abasto al pasto”. Este álbum representa un cambio de sonido con respecto al rock rutero de "Ancestral", con composiciones más elaboradas y oscuras, donde se destaca la voz de Carlos Villafañe. La gira de presentación del disco los llevó por diferentes lugares de Argentina y también a Santiago de Chile en varias oportunidades.
A partir de las giras por Chile se consolida una amistad con la banda Hielo Negro, producto de la cual lanzan un split en 2012 que contiene rarezas de ambas bandas. Ese mismo año se incorpora un nuevo integrante a la banda, el guitarrista Leandro Mousseaud. En 2013, Sebastian Licio deja su lugar como baterista de la banda tras varios años y es reemplazado por Dante Bustamente.
En 2014 llega la tercera placa de estudio, "Los Descarnados", editada en formato CD por Scatter Records y en formato vinilo por Zonda Records. El álbum fue producido y grabado por Damian Colaprette en estudios Abismo, mientras que el arte estuvo a cargo de Diego Valle (A1 Design). Cuenta con la presencia de Fernando Ruiz Díaz (Catupecu Machu) como invitado en el tema “Encogemente”. El disco marca el crecimiento musical e instrumental del sexteto, así como un salto cualitativo en el aspecto lírico, incluyendo temáticas más profundas como la historia del gaucho José Font -más conocido como Facón Grande- (“Último Caído”); los inmigrantes de principios del siglo XX (“Los Descarnados”), la campaña del desierto (“El Fueguino”) y hasta un mundo invadido por los reptiloides (“Planeta Errante”). El disco fue presentado en Uniclub y luego siguieron shows en Niceto Club y diferentes localidades del interior del país.
En 2015 se une a la banda el baterista Manuel Sibona y la banda se presenta en los escenarios principales de Cosquín Rock 2015 y  el festival Ciudad Emergente. A mediados de año, la banda se presentó en La Trastienda. La banda cerró el año 2015 colmando el Teatro Vorterix, en lo que fue el primer show de la banda en dicho establecimiento, con transmisión oficial de la radio y web de Vorterix. Posteriormente fue editado como álbum en vivo.
El 2 de diciembre de 2016 lanzan su cuarto álbum de larga duración, titulado Alucinatorio. El disco fue grabado en los estudios Sonoramica de Mina Clavero (Córdoba) a comienzos de año. Se trata de un álbum ecléctico en sonido y letras, con un enfoque más directo en la composición que sus antecesores.
En 2019,la banda editó 4 canciones bajo el marco del EP "Luz Negra" contando con la producción de Luciano Farelli.
Luego de casi 22 años tocando la banda se separa en 2019.

## Estilo musical
El primer disco de la banda, Ancestral, fue clasificado por la crítica como stoner rock. Sin embargo, los discos posteriores agregaron nuevos sonidos y matices en la banda, que van desde el post-metal al doom metal, pasando por el hard rock más clásico. Los miembros de la banda han expresado en entrevistas no sentirse contenidos por el término "stoner".
Entre las influencias de la banda se puede nombrar a: Kyuss, Los Natas, Tool, A Perfect Circle, The Haunted, Pelican, Red Sparowes, The Mars Volta, Down, Corrosion Of Conformity, Led Zeppelin y The Doors.

## Discografía

### Áĺbumes de estudio
- Ancestral (2006)
- Origen de fuego (2009)
- Los descarnados (2014)
- Alucinatorio (2016)
- Luz negra (2019)

### Álbumes en vivo
- Vivo Vorterix 2015 (2015)

### Compilados / splits
- Listen Without Distraction (2004), tributo a Kyuss
- Loco Gringos Have a Party: Southamerican stoner rock (2004)
- Cofradía (2012), split con Hielo Negro